# Peus de gat

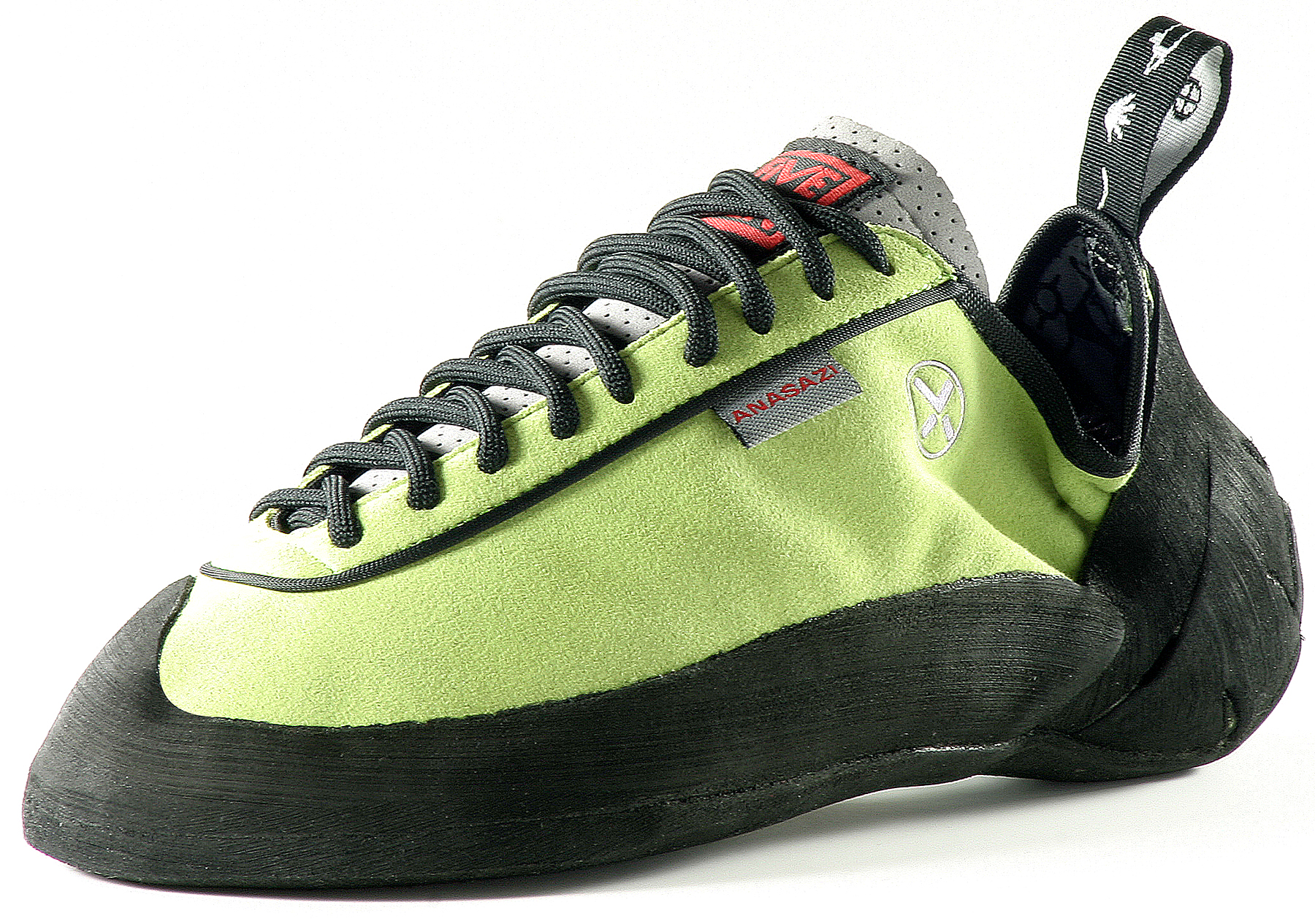
Peu de gat

Els peus de gat són les sabatilles que s'utilitzen en escalada. S'anomenen així perquè són molt lleugeres, flexibles i adherents gràcies al fet que incorporen a la sola, bandes laterals i a la frontal, una goma especial que proveeix una més gran adherència i precisió.
És fonamental que quedin ben ajustades encara que siguin incòmodes en un primer moment; l'ajust és important per guanyar sensibilitat i notar els petits sortints de la roca.

## Composició
Els peus de gat estan fets de materials que els fa flexibles i adherents. A la part inferior de la sola, incorporen una goma especial que proporciona una gran adherència i precisió en contacte amb la roca o la resina dels rocòdroms. Això és crucial per als escaladors, ja que els ajuda a mantenir-se i equilibrar-se en espais complicats. Les sabatilles també incorporen bandes laterals i a la part frontal, que són dissenyades per ajustar-se al peu i proporcionar una màxima sensibilitat. Aquesta sensibilitat ajuda els escaladors a sentir la superfície de la roca i a trobar petits sortints per col·locar-hi els peus.

## Ajust
Els peus de gat han de quedar ben ajustats al peu per obtenir el màxim rendiment. Això pot ser incòmode al principi, però l'ajust adequat és crucial per a la sensibilitat i la precisió de l'escalada. El peu ha de ser ben suportat i mantingut en una posició òptima per garantir una adherència i una precisió màximes. Un ajust inadequat pot causar punxades i molèsties, i fins i tot pot afectar la capacitat de l'escalador per realitzar determinades tècniques d'escalada.

## Tipus
Hi ha diversos tipus de peus de gat, dissenyats per satisfer les necessitats dels diferents tipus d'escalada i els nivells d'experiència dels escaladors. Algunes de les varietats més comunes són:
- Peus de gat agressius: aquests peus de gat tenen una forma còncava per aconseguir una adherència òptima en les zones més petites i menys accessibles. Són populars entre els escaladors experimentats que busquen un rendiment màxim.
- Peus de gat plans: aquests peus de gat tenen una forma plana i una sola rígida, que proporciona un suport màxim per als peus i els permet mantenir una posició equilibrada. Són populars entre els escaladors novells i els que prefereixen l'escalada de via clàssica.
- Peus de gat asimètrics: aquests peus de gat tenen una forma asimètrica que els permet adaptar-se a la forma del peu i proporcionar una màxima precisió. Són populars entre els escaladors experimentats que busquen una precisió extrema en les seves tècniques d'escalada.